# 普尼奧斯區
9°29′59″S 76°53′06″W / 9.4996°S 76.8850°W
普尼奧斯區（西班牙語：Distrito de Puños），是秘魯的一個區，位於該國中部瓦努科大區的瓦馬利埃斯省，面積101.8平方公里，海拔高度3,739米，2005年人口5,025，人口密度每平方公里49人。